# Берлинер, Ханс
Ханс (Ганс) Берлинер (нем. Hans Berliner; 27 января 1929, Берлин — 13 января 2017) — американский шахматист; гроссмейстер ИКЧФ (1968), чемпион мира в игре по переписке (1968—1971). Доктор математики, профессор информатики Университета Карнеги Меллон.
В очных соревнованиях успешно выступал в ряде национальных турниров: победитель чемпионата восточных штатов (1955); участник команды США на 10-й шахматной олимпиаде (1952). С 1972 года был занят научной разработкой шахматных программ для ЭВМ.

## Биография
Родился в Берлине в еврейской семье, вынужденной бежать из Германии с приходом к власти нацистов. Прибыв в Америку, семья осела в Вашингтоне. Начал заниматься шахматами в возрасте тринадцати лет, вскоре проявив незаурядные способности. В 1949 году получил звание мастера и стал победителем чемпионата округа Колумбия. В 1953 году занял первое место на чемпионате штата Нью-Йорк.
В 1969 году продолжил учёбу и в 1974 году защитил диссертацию доктора философии в информатике в Университете Карнеги — Меллон под руководством Аллена Ньюэлла.
Берлинер занимался разработкой шахматного компьютера и был членом коллективов, создававших суперкомпьютеры Deep Blue и HiTech. В 1988 году шахматный компьютер Берлинера HiTech впервые в истории победил гроссмейстера Арнолда Денкера, а в 1997 году Deep Blue победил чемпиона мира Гарри Каспарова.

## Примечательные партии
|   | a | b | c | d | e | f | g | h |   |
| - | --- | --- | --- | --- | --- | --- | --- | --- | - |
| 8 | d8 чёрный король · h8 чёрная ладья · a7 чёрная пешка · f7 чёрная пешка · b6 чёрная пешка · h5 чёрная пешка · d3 белая пешка · a2 белая пешка · b2 белая пешка · g2 белый король · a1 белая ладья | d8 чёрный король · h8 чёрная ладья · a7 чёрная пешка · f7 чёрная пешка · b6 чёрная пешка · h5 чёрная пешка · d3 белая пешка · a2 белая пешка · b2 белая пешка · g2 белый король · a1 белая ладья | d8 чёрный король · h8 чёрная ладья · a7 чёрная пешка · f7 чёрная пешка · b6 чёрная пешка · h5 чёрная пешка · d3 белая пешка · a2 белая пешка · b2 белая пешка · g2 белый король · a1 белая ладья | d8 чёрный король · h8 чёрная ладья · a7 чёрная пешка · f7 чёрная пешка · b6 чёрная пешка · h5 чёрная пешка · d3 белая пешка · a2 белая пешка · b2 белая пешка · g2 белый король · a1 белая ладья | d8 чёрный король · h8 чёрная ладья · a7 чёрная пешка · f7 чёрная пешка · b6 чёрная пешка · h5 чёрная пешка · d3 белая пешка · a2 белая пешка · b2 белая пешка · g2 белый король · a1 белая ладья | d8 чёрный король · h8 чёрная ладья · a7 чёрная пешка · f7 чёрная пешка · b6 чёрная пешка · h5 чёрная пешка · d3 белая пешка · a2 белая пешка · b2 белая пешка · g2 белый король · a1 белая ладья | d8 чёрный король · h8 чёрная ладья · a7 чёрная пешка · f7 чёрная пешка · b6 чёрная пешка · h5 чёрная пешка · d3 белая пешка · a2 белая пешка · b2 белая пешка · g2 белый король · a1 белая ладья | d8 чёрный король · h8 чёрная ладья · a7 чёрная пешка · f7 чёрная пешка · b6 чёрная пешка · h5 чёрная пешка · d3 белая пешка · a2 белая пешка · b2 белая пешка · g2 белый король · a1 белая ладья | 8 |
| 7 | d8 чёрный король · h8 чёрная ладья · a7 чёрная пешка · f7 чёрная пешка · b6 чёрная пешка · h5 чёрная пешка · d3 белая пешка · a2 белая пешка · b2 белая пешка · g2 белый король · a1 белая ладья | d8 чёрный король · h8 чёрная ладья · a7 чёрная пешка · f7 чёрная пешка · b6 чёрная пешка · h5 чёрная пешка · d3 белая пешка · a2 белая пешка · b2 белая пешка · g2 белый король · a1 белая ладья | d8 чёрный король · h8 чёрная ладья · a7 чёрная пешка · f7 чёрная пешка · b6 чёрная пешка · h5 чёрная пешка · d3 белая пешка · a2 белая пешка · b2 белая пешка · g2 белый король · a1 белая ладья | d8 чёрный король · h8 чёрная ладья · a7 чёрная пешка · f7 чёрная пешка · b6 чёрная пешка · h5 чёрная пешка · d3 белая пешка · a2 белая пешка · b2 белая пешка · g2 белый король · a1 белая ладья | d8 чёрный король · h8 чёрная ладья · a7 чёрная пешка · f7 чёрная пешка · b6 чёрная пешка · h5 чёрная пешка · d3 белая пешка · a2 белая пешка · b2 белая пешка · g2 белый король · a1 белая ладья | d8 чёрный король · h8 чёрная ладья · a7 чёрная пешка · f7 чёрная пешка · b6 чёрная пешка · h5 чёрная пешка · d3 белая пешка · a2 белая пешка · b2 белая пешка · g2 белый король · a1 белая ладья | d8 чёрный король · h8 чёрная ладья · a7 чёрная пешка · f7 чёрная пешка · b6 чёрная пешка · h5 чёрная пешка · d3 белая пешка · a2 белая пешка · b2 белая пешка · g2 белый король · a1 белая ладья | d8 чёрный король · h8 чёрная ладья · a7 чёрная пешка · f7 чёрная пешка · b6 чёрная пешка · h5 чёрная пешка · d3 белая пешка · a2 белая пешка · b2 белая пешка · g2 белый король · a1 белая ладья | 7 |
| 6 | d8 чёрный король · h8 чёрная ладья · a7 чёрная пешка · f7 чёрная пешка · b6 чёрная пешка · h5 чёрная пешка · d3 белая пешка · a2 белая пешка · b2 белая пешка · g2 белый король · a1 белая ладья | d8 чёрный король · h8 чёрная ладья · a7 чёрная пешка · f7 чёрная пешка · b6 чёрная пешка · h5 чёрная пешка · d3 белая пешка · a2 белая пешка · b2 белая пешка · g2 белый король · a1 белая ладья | d8 чёрный король · h8 чёрная ладья · a7 чёрная пешка · f7 чёрная пешка · b6 чёрная пешка · h5 чёрная пешка · d3 белая пешка · a2 белая пешка · b2 белая пешка · g2 белый король · a1 белая ладья | d8 чёрный король · h8 чёрная ладья · a7 чёрная пешка · f7 чёрная пешка · b6 чёрная пешка · h5 чёрная пешка · d3 белая пешка · a2 белая пешка · b2 белая пешка · g2 белый король · a1 белая ладья | d8 чёрный король · h8 чёрная ладья · a7 чёрная пешка · f7 чёрная пешка · b6 чёрная пешка · h5 чёрная пешка · d3 белая пешка · a2 белая пешка · b2 белая пешка · g2 белый король · a1 белая ладья | d8 чёрный король · h8 чёрная ладья · a7 чёрная пешка · f7 чёрная пешка · b6 чёрная пешка · h5 чёрная пешка · d3 белая пешка · a2 белая пешка · b2 белая пешка · g2 белый король · a1 белая ладья | d8 чёрный король · h8 чёрная ладья · a7 чёрная пешка · f7 чёрная пешка · b6 чёрная пешка · h5 чёрная пешка · d3 белая пешка · a2 белая пешка · b2 белая пешка · g2 белый король · a1 белая ладья | d8 чёрный король · h8 чёрная ладья · a7 чёрная пешка · f7 чёрная пешка · b6 чёрная пешка · h5 чёрная пешка · d3 белая пешка · a2 белая пешка · b2 белая пешка · g2 белый король · a1 белая ладья | 6 |
| 5 | d8 чёрный король · h8 чёрная ладья · a7 чёрная пешка · f7 чёрная пешка · b6 чёрная пешка · h5 чёрная пешка · d3 белая пешка · a2 белая пешка · b2 белая пешка · g2 белый король · a1 белая ладья | d8 чёрный король · h8 чёрная ладья · a7 чёрная пешка · f7 чёрная пешка · b6 чёрная пешка · h5 чёрная пешка · d3 белая пешка · a2 белая пешка · b2 белая пешка · g2 белый король · a1 белая ладья | d8 чёрный король · h8 чёрная ладья · a7 чёрная пешка · f7 чёрная пешка · b6 чёрная пешка · h5 чёрная пешка · d3 белая пешка · a2 белая пешка · b2 белая пешка · g2 белый король · a1 белая ладья | d8 чёрный король · h8 чёрная ладья · a7 чёрная пешка · f7 чёрная пешка · b6 чёрная пешка · h5 чёрная пешка · d3 белая пешка · a2 белая пешка · b2 белая пешка · g2 белый король · a1 белая ладья | d8 чёрный король · h8 чёрная ладья · a7 чёрная пешка · f7 чёрная пешка · b6 чёрная пешка · h5 чёрная пешка · d3 белая пешка · a2 белая пешка · b2 белая пешка · g2 белый король · a1 белая ладья | d8 чёрный король · h8 чёрная ладья · a7 чёрная пешка · f7 чёрная пешка · b6 чёрная пешка · h5 чёрная пешка · d3 белая пешка · a2 белая пешка · b2 белая пешка · g2 белый король · a1 белая ладья | d8 чёрный король · h8 чёрная ладья · a7 чёрная пешка · f7 чёрная пешка · b6 чёрная пешка · h5 чёрная пешка · d3 белая пешка · a2 белая пешка · b2 белая пешка · g2 белый король · a1 белая ладья | d8 чёрный король · h8 чёрная ладья · a7 чёрная пешка · f7 чёрная пешка · b6 чёрная пешка · h5 чёрная пешка · d3 белая пешка · a2 белая пешка · b2 белая пешка · g2 белый король · a1 белая ладья | 5 |
| 4 | d8 чёрный король · h8 чёрная ладья · a7 чёрная пешка · f7 чёрная пешка · b6 чёрная пешка · h5 чёрная пешка · d3 белая пешка · a2 белая пешка · b2 белая пешка · g2 белый король · a1 белая ладья | d8 чёрный король · h8 чёрная ладья · a7 чёрная пешка · f7 чёрная пешка · b6 чёрная пешка · h5 чёрная пешка · d3 белая пешка · a2 белая пешка · b2 белая пешка · g2 белый король · a1 белая ладья | d8 чёрный король · h8 чёрная ладья · a7 чёрная пешка · f7 чёрная пешка · b6 чёрная пешка · h5 чёрная пешка · d3 белая пешка · a2 белая пешка · b2 белая пешка · g2 белый король · a1 белая ладья | d8 чёрный король · h8 чёрная ладья · a7 чёрная пешка · f7 чёрная пешка · b6 чёрная пешка · h5 чёрная пешка · d3 белая пешка · a2 белая пешка · b2 белая пешка · g2 белый король · a1 белая ладья | d8 чёрный король · h8 чёрная ладья · a7 чёрная пешка · f7 чёрная пешка · b6 чёрная пешка · h5 чёрная пешка · d3 белая пешка · a2 белая пешка · b2 белая пешка · g2 белый король · a1 белая ладья | d8 чёрный король · h8 чёрная ладья · a7 чёрная пешка · f7 чёрная пешка · b6 чёрная пешка · h5 чёрная пешка · d3 белая пешка · a2 белая пешка · b2 белая пешка · g2 белый король · a1 белая ладья | d8 чёрный король · h8 чёрная ладья · a7 чёрная пешка · f7 чёрная пешка · b6 чёрная пешка · h5 чёрная пешка · d3 белая пешка · a2 белая пешка · b2 белая пешка · g2 белый король · a1 белая ладья | d8 чёрный король · h8 чёрная ладья · a7 чёрная пешка · f7 чёрная пешка · b6 чёрная пешка · h5 чёрная пешка · d3 белая пешка · a2 белая пешка · b2 белая пешка · g2 белый король · a1 белая ладья | 4 |
| 3 | d8 чёрный король · h8 чёрная ладья · a7 чёрная пешка · f7 чёрная пешка · b6 чёрная пешка · h5 чёрная пешка · d3 белая пешка · a2 белая пешка · b2 белая пешка · g2 белый король · a1 белая ладья | d8 чёрный король · h8 чёрная ладья · a7 чёрная пешка · f7 чёрная пешка · b6 чёрная пешка · h5 чёрная пешка · d3 белая пешка · a2 белая пешка · b2 белая пешка · g2 белый король · a1 белая ладья | d8 чёрный король · h8 чёрная ладья · a7 чёрная пешка · f7 чёрная пешка · b6 чёрная пешка · h5 чёрная пешка · d3 белая пешка · a2 белая пешка · b2 белая пешка · g2 белый король · a1 белая ладья | d8 чёрный король · h8 чёрная ладья · a7 чёрная пешка · f7 чёрная пешка · b6 чёрная пешка · h5 чёрная пешка · d3 белая пешка · a2 белая пешка · b2 белая пешка · g2 белый король · a1 белая ладья | d8 чёрный король · h8 чёрная ладья · a7 чёрная пешка · f7 чёрная пешка · b6 чёрная пешка · h5 чёрная пешка · d3 белая пешка · a2 белая пешка · b2 белая пешка · g2 белый король · a1 белая ладья | d8 чёрный король · h8 чёрная ладья · a7 чёрная пешка · f7 чёрная пешка · b6 чёрная пешка · h5 чёрная пешка · d3 белая пешка · a2 белая пешка · b2 белая пешка · g2 белый король · a1 белая ладья | d8 чёрный король · h8 чёрная ладья · a7 чёрная пешка · f7 чёрная пешка · b6 чёрная пешка · h5 чёрная пешка · d3 белая пешка · a2 белая пешка · b2 белая пешка · g2 белый король · a1 белая ладья | d8 чёрный король · h8 чёрная ладья · a7 чёрная пешка · f7 чёрная пешка · b6 чёрная пешка · h5 чёрная пешка · d3 белая пешка · a2 белая пешка · b2 белая пешка · g2 белый король · a1 белая ладья | 3 |
| 2 | d8 чёрный король · h8 чёрная ладья · a7 чёрная пешка · f7 чёрная пешка · b6 чёрная пешка · h5 чёрная пешка · d3 белая пешка · a2 белая пешка · b2 белая пешка · g2 белый король · a1 белая ладья | d8 чёрный король · h8 чёрная ладья · a7 чёрная пешка · f7 чёрная пешка · b6 чёрная пешка · h5 чёрная пешка · d3 белая пешка · a2 белая пешка · b2 белая пешка · g2 белый король · a1 белая ладья | d8 чёрный король · h8 чёрная ладья · a7 чёрная пешка · f7 чёрная пешка · b6 чёрная пешка · h5 чёрная пешка · d3 белая пешка · a2 белая пешка · b2 белая пешка · g2 белый король · a1 белая ладья | d8 чёрный король · h8 чёрная ладья · a7 чёрная пешка · f7 чёрная пешка · b6 чёрная пешка · h5 чёрная пешка · d3 белая пешка · a2 белая пешка · b2 белая пешка · g2 белый король · a1 белая ладья | d8 чёрный король · h8 чёрная ладья · a7 чёрная пешка · f7 чёрная пешка · b6 чёрная пешка · h5 чёрная пешка · d3 белая пешка · a2 белая пешка · b2 белая пешка · g2 белый король · a1 белая ладья | d8 чёрный король · h8 чёрная ладья · a7 чёрная пешка · f7 чёрная пешка · b6 чёрная пешка · h5 чёрная пешка · d3 белая пешка · a2 белая пешка · b2 белая пешка · g2 белый король · a1 белая ладья | d8 чёрный король · h8 чёрная ладья · a7 чёрная пешка · f7 чёрная пешка · b6 чёрная пешка · h5 чёрная пешка · d3 белая пешка · a2 белая пешка · b2 белая пешка · g2 белый король · a1 белая ладья | d8 чёрный король · h8 чёрная ладья · a7 чёрная пешка · f7 чёрная пешка · b6 чёрная пешка · h5 чёрная пешка · d3 белая пешка · a2 белая пешка · b2 белая пешка · g2 белый король · a1 белая ладья | 2 |
| 1 | d8 чёрный король · h8 чёрная ладья · a7 чёрная пешка · f7 чёрная пешка · b6 чёрная пешка · h5 чёрная пешка · d3 белая пешка · a2 белая пешка · b2 белая пешка · g2 белый король · a1 белая ладья | d8 чёрный король · h8 чёрная ладья · a7 чёрная пешка · f7 чёрная пешка · b6 чёрная пешка · h5 чёрная пешка · d3 белая пешка · a2 белая пешка · b2 белая пешка · g2 белый король · a1 белая ладья | d8 чёрный король · h8 чёрная ладья · a7 чёрная пешка · f7 чёрная пешка · b6 чёрная пешка · h5 чёрная пешка · d3 белая пешка · a2 белая пешка · b2 белая пешка · g2 белый король · a1 белая ладья | d8 чёрный король · h8 чёрная ладья · a7 чёрная пешка · f7 чёрная пешка · b6 чёрная пешка · h5 чёрная пешка · d3 белая пешка · a2 белая пешка · b2 белая пешка · g2 белый король · a1 белая ладья | d8 чёрный король · h8 чёрная ладья · a7 чёрная пешка · f7 чёрная пешка · b6 чёрная пешка · h5 чёрная пешка · d3 белая пешка · a2 белая пешка · b2 белая пешка · g2 белый король · a1 белая ладья | d8 чёрный король · h8 чёрная ладья · a7 чёрная пешка · f7 чёрная пешка · b6 чёрная пешка · h5 чёрная пешка · d3 белая пешка · a2 белая пешка · b2 белая пешка · g2 белый король · a1 белая ладья | d8 чёрный король · h8 чёрная ладья · a7 чёрная пешка · f7 чёрная пешка · b6 чёрная пешка · h5 чёрная пешка · d3 белая пешка · a2 белая пешка · b2 белая пешка · g2 белый король · a1 белая ладья | d8 чёрный король · h8 чёрная ладья · a7 чёрная пешка · f7 чёрная пешка · b6 чёрная пешка · h5 чёрная пешка · d3 белая пешка · a2 белая пешка · b2 белая пешка · g2 белый король · a1 белая ладья | 1 |
|   | a | b | c | d | e | f | g | h |   |

1.е4 е5 2.♘f3 ♘c6 3.♗с4 ♘f6 4.♘g5 d5 5.ed b5 6.♗f1 ♘d4 7.с3 ♘:d5 8.♘e4 ♕h4 9.♘g3 ♗g4 10.f3 e4 11.cd ♗d6 12.♗:b5+ ♔d8 13.0-0 ef 14.♖:f3 ♖b8 15.♗e2 ♗:f3 16.♗:f3 ♖:d4+ 17.♔h1 ♗:g3 18.hg ♖b6 19.d3 ♘e3 20.♗:е3 ♖:е3 21.♗g4 h5 22.♗h3 g5 23.♘d2 g4 24.♘c4 ♕:g3 25.♘:b6 gh 26.♖f3 hg+ 27.♖:g2 ♕:g2+ 28.♔:g2 cb 29.♖f1 ♔e7 30.♖е1+ ♔d6 31.♖f1 ♖с8 32.♖:f7 ♖с7 33.♖f2 ♔е5 34.а4 ♔d4 35.а5 ♔:d3 36.♖f3+ ♔с2 37.b4 b5 38.а6 ♖с4 39.♖f7 ♖:b4 40.♖b7 ♖g4+ 41.♔f3 b4 42.♖:а7 b3, 0 : 1